# (5102) Benfranklin
(5102) Benfranklin ist ein Asteroid des Hauptgürtels, der am 2. September 1986 vom tschechischen Astronomen Antonín Mrkos am Kleť-Observatorium (IAU-Code 046) in der Nähe der Stadt Český Krumlov in Böhmen entdeckt wurde.
Der Asteroid wurde nach dem nordamerikanischen Drucker, Verleger, Schriftsteller, Naturwissenschaftler, Erfinder und Staatsmann Benjamin Franklin (1706–1790) benannt, der am Entwurf der Unabhängigkeitserklärung der Vereinigten Staaten und an der Ausarbeitung der amerikanischen Verfassung beteiligt war.